# سيل بيتش (كاليفورنيا)
سيل بيتش (بالإنجليزية: Seal Beach)‏ هي إحدى مدن مقاطعة أورانج، كاليفورنيا. تم إعطاءها لقب مدينة في 27 أكتوبر، 1915.

## التركيبة السكانية
حدّد مكتب تعداد الولايات المتحدة بيانات التركيبة السكانية لسيل بيتش في تعداد الولايات المتحدة. في ما يلي، التركيبة السكانية حسب تعدادي 2000 و2010.

### تعداد عام 2000
بلغ عدد سكان سيل بيتش 24,157 نسمة بحسب تعداد عام 2000، وبلغ عدد الأسر 13,048 أسرة وعدد العائلات 5,884 عائلة مقيمة في المدينة. في حين سجلت الكثافة السكانية 790.5 نسمة لكل كيلومتر مربع (2,047.4/ميل2). وبلغ عدد الوحدات السكنية 14,267 وحدة بمتوسط كثافة قدره 466.9 لكل كيلومتر مربع (1,209.3/ميل2).
وتوزع التركيب العرقي للمدينة بنسبة 88.91% من البيض و1.44% من الأمريكيين الأفارقة و0.30% من الأمريكيين الأصليين و5.74% من الأمريكيين ذوي الأصول الآسيوية و0.18% من سكان جزر المحيط الهادئ و1.28% من الأعراق الأخرى و2.16% من عرقين مختلطين أو أكثر و6.43% من الهسبانيون أو اللاتينيون من أي عرق.
بلغ عدد الأسر 13,048 أسرة كانت نسبة 14.6% منها لديها أطفال تحت سن الثامنة عشر تعيش معهم، وبلغت نسبة الأزواج القاطنين مع بعضهم البعض 38.2% من أصل المجموع الكلي للأسر، ونسبة 5.3% من الأسر كان لديها معيلات من الإناث دون وجود شريك، بينما كانت نسبة 1.6% من الأسر لديها معيلون من الذكور دون وجود شريكة وكانت نسبة 54.9% من غير العائلات. تألفت نسبة 48.8% من أصل جميع الأسر من عدة أفراد يعيشون في نفس المنزل ونسبة 34.5% كانت تتألف من شخص يعيش بمفرده يبلغ من العمر 65 عاماً أو أكثر. وبلغ متوسط حجم الأسرة المعيشية 1.83، أما متوسط حجم العائلات فبلغ 2.65.
بلغ العمر الوسطي للسكان 54.1 عاماً. وكانت نسبة 13.3% من القاطنين تحت سن الثامنة عشر، وكانت نسبة 3.9% بين الثامنة عشر والرابعة والعشرين عاماً، ونسبة 21.4% كانت واقعةً في الفئة العمرية ما بين الخامسة والعشرين والرابعة والأربعين عاماً، ونسبة 23.6% كانت ما بين الخامسة والأربعين والرابعة والستين، ونسبة 36.8% كانت ضمن فئة الخامسة والستين عاماً فما فوق. يوجد لكل 100 أنثى 78.6 ذكر، ويوجد لكل 100 أنثى في الثامنة عشر من عمرها فما فوق 75.6 ذكر.
بلغ متوسط دخل الأسرة في المدينة 42,079 دولارًا، أما متوسط دخل العائلة فبلغ 72,071 دولارًا. وكان متوسط دخل الذكور 61,654 دولارًا مقابل 41,615 دولارًا للإناث. وسجل دخل الفرد الخاص بالمدينة 34,589 دولارًا. وكانت نسبة 3.2% من العائلات ونسبة 5.5% من السكان تحت خط الفقر، وكان من هؤلاء نسبة 6.2% تحت سن الثامنة عشر ونسبة 5.3% في الخامسة والستين من العمر وما فوق.

### تعداد عام 2010
بلغ عدد سكان سيل بيتش 24,168 نسمة بحسب تعداد عام 2010، وبلغ عدد الأسر 13,017 أسرة وعدد العائلات 5,962 عائلة مقيمة في المدينة. في حين سجلت الكثافة السكانية 790.8 نسمة لكل كيلومتر مربع (2,048.2/ميل2). وبلغ عدد الوحدات السكنية 14,558 وحدة بمتوسط كثافة قدره 476.4 لكل كيلومتر مربع (1,233.9/ميل2).
وتوزع التركيب العرقي للمدينة بنسبة 83.39% من البيض و1.15% من الأمريكيين الأفارقة و0.27% من الأمريكيين الأصليين و9.55% من الأمريكيين ذوي الأصول الآسيوية و0.24% من سكان جزر المحيط الهادئ و1.87% من الأعراق الأخرى و3.52% من عرقين مختلطين أو أكثر و9.64% من الهسبانيون أو اللاتينيون من أي عرق.
بلغ عدد الأسر 13,017 أسرة كانت نسبة 14.3% منها لديها أطفال تحت سن الثامنة عشر تعيش معهم، وبلغت نسبة الأزواج القاطنين مع بعضهم البعض 37.6% من أصل المجموع الكلي للأسر، ونسبة 6.1% من الأسر كان لديها معيلات من الإناث دون وجود شريك، بينما كانت نسبة 2.2% من الأسر لديها معيلون من الذكور دون وجود شريكة وكانت نسبة 54.2% من غير العائلات. تألفت نسبة 48.5% من أصل جميع الأسر من عدة أفراد يعيشون في نفس المنزل ونسبة 33.3% كانت تتألف من شخص يعيش بمفرده يبلغ من العمر 65 عاماً أو أكثر. وبلغ متوسط حجم الأسرة المعيشية 1.84، أما متوسط حجم العائلات فبلغ 2.65.
بلغ العمر الوسطي للسكان 57.3 عاماً. وكانت نسبة 13% من القاطنين تحت سن الثامنة عشر، وكانت نسبة 4.9% بين الثامنة عشر والرابعة والعشرين عاماً، ونسبة 16.9% كانت واقعةً في الفئة العمرية ما بين الخامسة والعشرين والرابعة والأربعين عاماً، ونسبة 26.9% كانت ما بين الخامسة والأربعين والرابعة والستين، ونسبة 38.3% كانت ضمن فئة الخامسة والستين عاماً فما فوق. وتوزع التركيب الجنسي للسكان بنسبة 44.1% ذكور و55.9% إناث.

## المناخ
يظهر الجدول التالي التغييرات المناخية على مدار السنة لسيل بيتش:
| البيانات المناخية لـسيل بيتش      | البيانات المناخية لـسيل بيتش | البيانات المناخية لـسيل بيتش | البيانات المناخية لـسيل بيتش | البيانات المناخية لـسيل بيتش | البيانات المناخية لـسيل بيتش | البيانات المناخية لـسيل بيتش | البيانات المناخية لـسيل بيتش | البيانات المناخية لـسيل بيتش | البيانات المناخية لـسيل بيتش | البيانات المناخية لـسيل بيتش | البيانات المناخية لـسيل بيتش | البيانات المناخية لـسيل بيتش | البيانات المناخية لـسيل بيتش |
| الشهر                             | يناير                        | فبراير                       | مارس                         | أبريل                        | مايو                         | يونيو                        | يوليو                        | أغسطس                        | سبتمبر                       | أكتوبر                       | نوفمبر                       | ديسمبر                       | المعدل السنوي                |
| --------------------------------- | ---------------------------- | ---------------------------- | ---------------------------- | ---------------------------- | ---------------------------- | ---------------------------- | ---------------------------- | ---------------------------- | ---------------------------- | ---------------------------- | ---------------------------- | ---------------------------- | ---------------------------- |
| متوسط درجة الحرارة الكبرى °ف (°م) | 68 (20)                      | 68 (20)                      | 69 (21)                      | 73 (23)                      | 74 (23)                      | 78 (26)                      | 83 (28)                      | 85 (29)                      | 83 (28)                      | 79 (26)                      | 73 (23)                      | 69 (21)                      | 75 (24)                      |
| متوسط درجة الحرارة الصغرى °ف (°م) | 46 (8)                       | 48 (9)                       | 50 (10)                      | 53 (12)                      | 58 (14)                      | 61 (16)                      | 65 (18)                      | 66 (19)                      | 64 (18)                      | 58 (14)                      | 50 (10)                      | 45 (7)                       | 55 (13)                      |
| الهطول إنش (مم)                   | 2.95 (75)                    | 3.01 (76)                    | 2.43 (62)                    | .60 (15)                     | .23 (5.8)                    | .08 (2.0)                    | .02 (0.51)                   | .10 (2.5)                    | .24 (6.1)                    | .40 (10)                     | 1.12 (28)                    | 1.76 (45)                    | 12.94 (329)                  |
| المصدر: Weather Channel           |                              |                              |                              |                              |                              |                              |                              |                              |                              |                              |                              |                              |                              |

## معرض صور

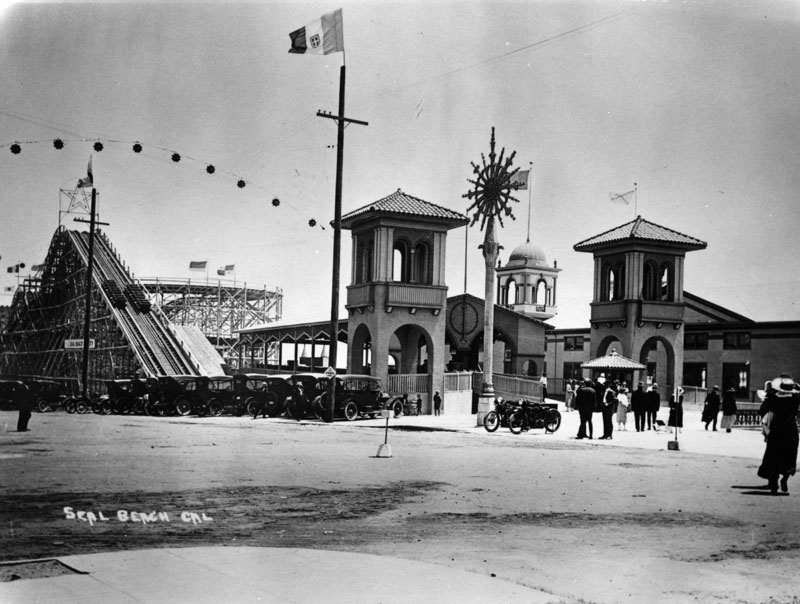
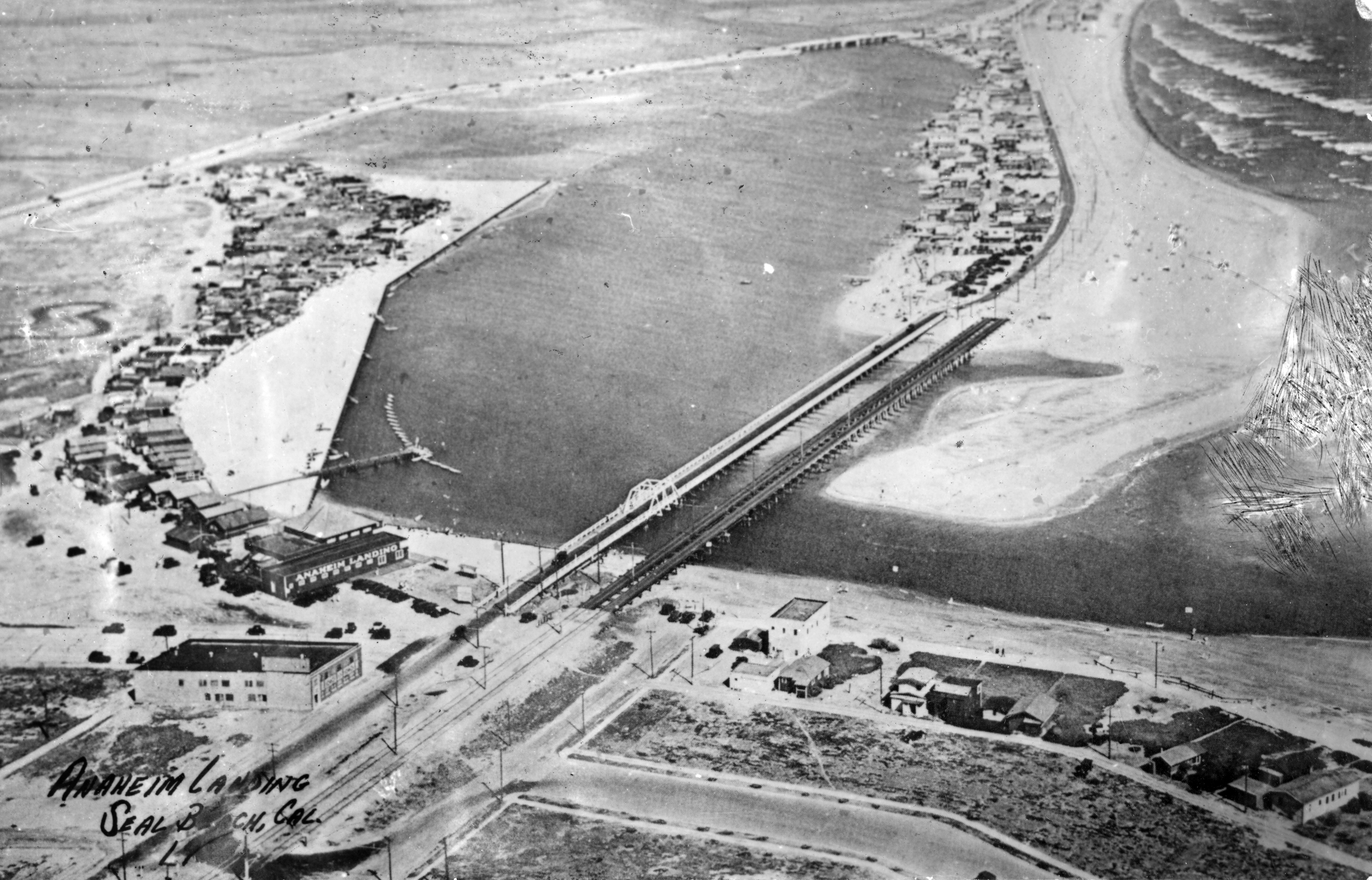
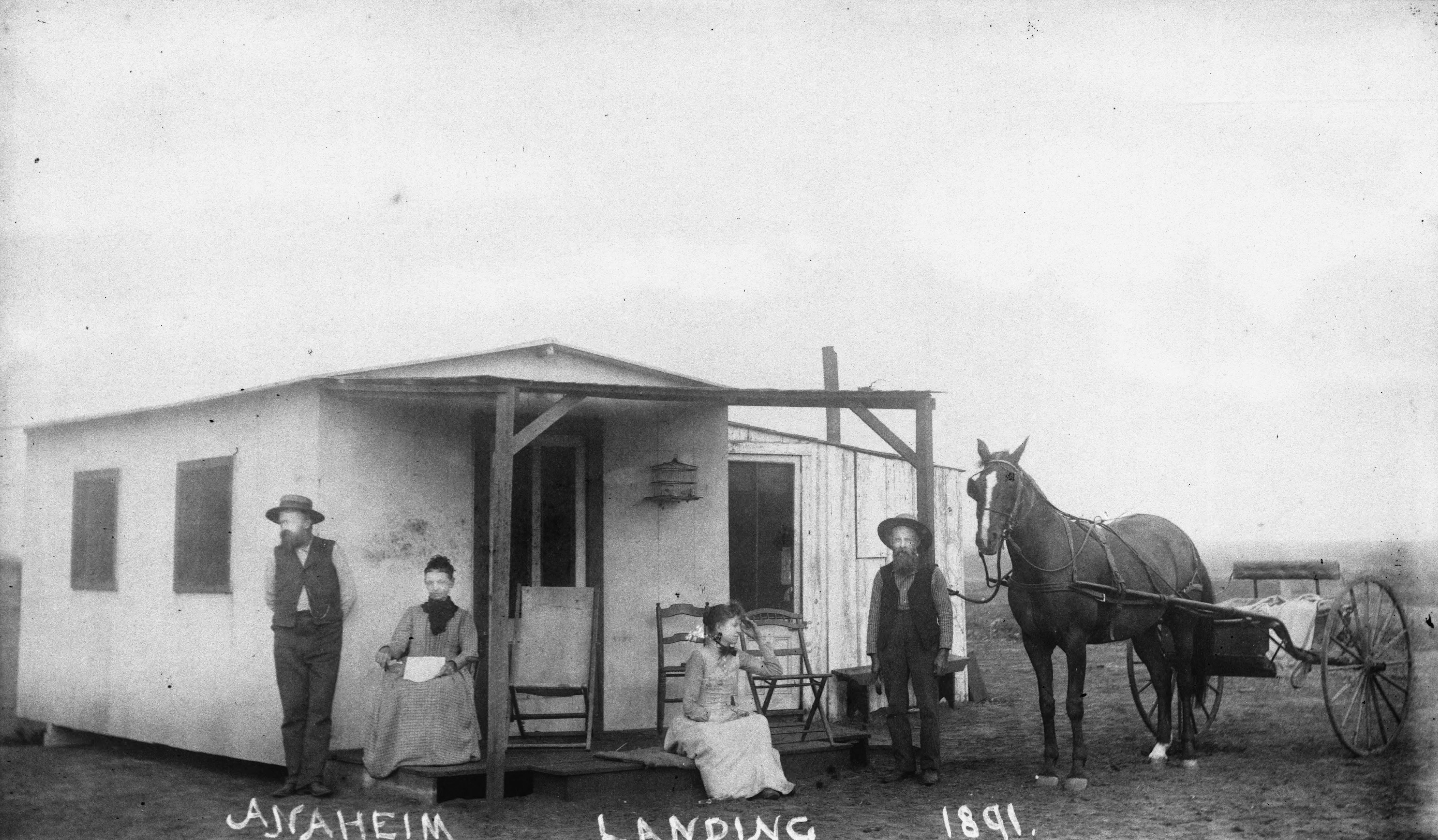

## أعلام
- سوزان إغان
- جوني باتلر
- بات ماكورميك
- جيمي بينيت
- كاري هارت